# Большой Перекоп
Большо́й Переко́п (бел. Вялі́кі Перако́п) — река в Мядельском районе Минской области Белоруссии. Относится к бассейну реки Неман.

## Основная информация
Река Большой Перекоп начинается южнее деревни Матясы. Верхнее течение реки носит второе название Малиновка. Впадает в озеро Свирь с юго-востока. Основные притоки — Малый Перекоп, Сермеж и ручей Первый.
Длина реки составляет 35 км. Площадь водосбора — 241 км². Среднегодовой расход воды в устье — 1,8 м³/с. Средний уклон реки — 1,1 ‰.
Речная долина хорошо разработанная, в верхнем течении узкая, в нижнем — шириной от 0,3 до 1 км. Пойма двухсторонняя, шириной 200—400 м. Русло извилистое (ширина до 4 м), на протяжении 20,4 км канализовано. Берега обрывистые.

## Хозяйственная деятельность
В низовье реки организован рыбопромышленный участок. Возле деревни Шеметово создан пруд площадью 0,42 км². В верховье и в среднем течении на пойме организован приём стока мелиоративных каналов.